# Instituto Teotônio Vilela
Instituto Teotônio Vilela (ITV) é um órgão de formação política (think tank) do Partido da Social Democracia Brasileira (PSDB). Com sede em Brasília, o instituto foi fundado em 1995 e é o responsável pela divulgação da doutrina adotada pelo PSDB. Seu nome foi dado em homenagem ao político alagoano Teotônio Vilela. O Instituto promove eventos, seminários e cursos.
Cabe ao instituto promover estudos, seminários, palestras e debates sobre a realidade nacional, com objetivo de formular políticas públicas coerentes com o ideário da social-democracia: respeito aos princípios democráticos, responsabilidade fiscal e social, coerência e ética política. Publicações variadas compõem um acervo bibliográfico útil para acadêmicos, pesquisadores, cientistas sociais e estudantes. Revistas de divulgação contemplam o interesse de simpatizantes e militantes da social-democracia, fornecendo-lhes elementos básicos para o debate político e ideológico.
A ação do ITV se estende - a partir de sua sede, em Brasília - pelos 26 estados do país, cada qual com sua representação local. Nas eleições, tal rede de formação política dedica-se ao preparo e treinamento dos candidatos, especialmente nos pleitos municipais. Norteado pelo Conselho Deliberativo, integrado por 28 intelectuais e políticos de expressão nacional, o ITV investe no fortalecimento do processo político brasileiro.
O ITV também atua nos municípios. Em Pelotas, no Rio Grande do Sul, por exemplo, é presidido pelo jovem Leonardo Martins (PSDB-RS), que aos 16 anos, é o Presidente do ITV mais jovem no país.

## Presidentes

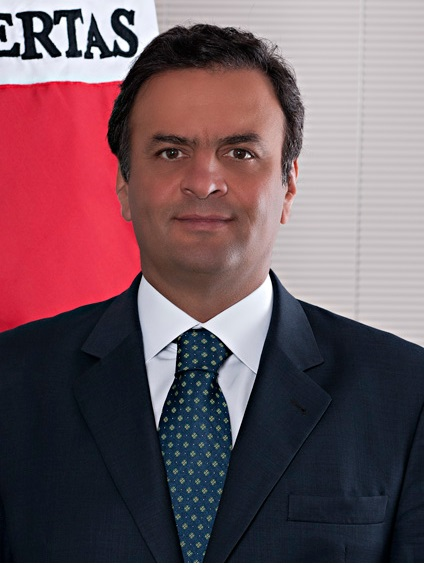
Aécio Neves, atual presidente do Instituto.

| N°   | Nome                     | UF | Cargos                                                                     | Período               |
| ---- | ------------------------ | -- | -------------------------------------------------------------------------- | --------------------- |
| 1.°  | Lúcio Alcântara          | CE | ex-governador do Ceará                                                     | 1995 até 2001         |
| 2.°  | Yeda Crusius             | RS | ex-governadora do Rio Grande do Sul                                        | 2001 até 2003         |
| 3.°  | Sebastião Madeira        | MA | ex-prefeito de Imperatriz                                                  | 2003 até 2007         |
| 4.°  | Renato Amary             | SP | ex-prefeito de Sorocaba, deputado estadual e deputado federal de São Paulo | 2008 até 2010         |
| 5.°  | Luiz Paulo Vellozo Lucas | ES | ex-deputado federal e prefeito de Vitória                                  | 2010 até 2011         |
| 6.°  | Tasso Jereissati         | CE | senador e ex-governador do Ceará.                                          | 2011 até 2015         |
| 7.°  | José Aníbal              | SP | ex-deputado federal e senador por São Paulo.                               | 2015 até 2018         |
| 8.°  | Tasso Jereissati         | CE | senador e ex-governador do Ceará.                                          | 2018 até 2019         |
| 9.°  | Pedro Cunha Lima         | PB | deputado federal pela Paraíba.                                             | 2019 até 2023         |
| 10.° | Aécio Neves              | MG | Deputado Federal, ex-Governador e Senador de Minas Gerais.                 | 2023 até a atualidade |

## Portal Social do Brasil
Idealizado pelo presidente do partido Aécio Neves, o Portal Social do Brasil foi lançado no dia 4 de Setembro de 2013. O site é um projeto do PSDB em parceria com o Instituto Teotônio Vilela e visou construir uma nova agenda para o PSDB, com foco no debate das políticas sociais.
O objetivo do portal foi contribuir para consolidar estratégias eficazes, apresentando metodologias e resultados positivos, e também possibilitar a construção de novos caminhos de combate à pobreza no Brasil. A premissa é que não podemos nos conformar apenas com a gestão diária da pobreza: ela pode e deve ser superada.
O Portal contém informações de 81 projetos sociais nas áreas de juventude, infância, educação, saúde, pobreza, assistência social, emprego, habitação, segurança alimentar, prevenção e combate às drogas, mulheres, idosos e pessoas com deficiência implantados pelos governos estaduais e prefeituras administrados pelo PSDB.